# Oberstreu
Oberstreu település Németországban, azon belül Bajorországban. Lakosainak száma 1512 fő (2023. december 31.).

## Népesség
A település népessége az elmúlt években az alábbi módon változott:
| Lakosok száma | 757  | 1018 | 893  | 1481 | 1561 | 1533 | 1514 | 1504 | 1469 | 1512 |
|               | 1875 | 1950 | 1975 | 1987 | 2012 | 2014 | 2016 | 2017 | 2021 | 2023 |